# Albert Malet (Maler)
Albert Malet (* 5. April 1912 in Bosc-le-Hard; † 4. September 1986 in Rouen) war ein französischer Maler der École de Rouen.

## Leben
Albert Malet wurde 1912 in Bosc-le-Hard in der Nähe von Rouen geboren und war sehr beeindruckt von den Werken Jean-Baptiste Corots. Albert Malet war Schüler von Robert Antoine Pinchon und begann 1931 mit der Malerei.
Albert Malet stellte als Mitglied der L'École de Rouen regelmäßig mit anderen führenden Künstlern des Rouennais wie Narcisse Guilbert, Marcel Couchaux, Pierre Le Trividic, Narcisse Hénocque und Maurice Louvrier aus.
Er war Absolvent der École Normale, Vizepräsident der Société des Sciences und Chevalier des Palmes Académiques. Albert Malet war Mitglied des Comité des Peintres Normandes und der Société des Artistes Rouennais. Der Salon de L'École Française lud ihn ein, im Palais de Tokyo in Paris auszustellen.

## Ausstellungen (Auswahl)
- Galerie Legrip, Rouen (mehrmals)
- 1974: Centenaire de l'Impressionnisme, Albert Malet, Galerie Claude Marumo, Paris, 7. bis 30. Juni 1974.
- 2006: Rétrospective Albert Malet, Hôtel de Bourgtheroulde, Rouen.
- 2010: La Normandie impressionniste – Albert Malet, Le Grenier à sel, La Bouille, August bis September 2010.
- 2010: Festival Normandie impressionniste – Hommage à Albert Malet, Petit-Couronne, September bis Oktober 2010.